# Mikhaïl Kamenski
Mikhail Fedotovich Kamensky (russo: Михаи́л Федо́тович Каме́нский; 19 de maio de 1738 - 12 de agosto de 1809) foi um marechal-de-campo e conde russo proeminente durante as guerras catherinianas e nas campanhas napoleônicas.